# 建林正彦
建林 正彦（たてばやし まさひこ、1965年 - ）は、日本の政治学者。京都大学大学院法学研究科教授。専門は、現代日本政治分析・行政学。実父は社会主義経済学者の建林隆喜。

## 略歴
京都府生まれ。洛星中学校・高等学校を経て、1989年京都大学法学部卒業。1994年カリフォルニア大学サンディエゴ校で政治学修士。1996年京都大学大学院法学研究科博士後期課程単位取得退学。同年関西大学法学部専任講師、1998年助教授、2003年神戸大学大学院国際協力研究科教授、2007年同志社大学法学部教授を経て、2011年より現職。
1999年『戦後日本政治と中小企業政策』で京都大学より博士（法学）の学位を取得。

## 著書

### 単著
- 『議員行動の政治経済学――自民党支配の制度分析』（有斐閣、2004年）
- 『政党政治の制度分析――マルチレベルの政治競争における政党組織』（千倉書房、2017年）

### 共著
- （曽我謙悟・待鳥聡史）『比較政治制度論』（有斐閣、2008年）

### 編著
- 『政党組織の政治学』（東洋経済新報社、2013年）

### 論文
- 「小売流通政策の形成過程――大型店規制政策の変遷と政治」『法学論叢』130号（1992年）
- 「中小企業政策と選挙制度」『日本政治学会年報政治学』69号（1997年）
- 「連立政権下での特殊法人改革」『レヴァイアサン』（1998年）
- 「新しい制度論と日本官僚制研究」『日本政治学会年報政治学』（1999年）
- 「自民党分裂の研究――93年の自民党分裂と90年代の政党間対立」『社會科學研究』53号（2002年）
- 「官僚」河野勝・平野浩編『アクセス日本政治論』（日本経済評論社、2003年）
- 「フォローアップ 政治・統治機構改革(4)選挙制度改革」『法学教室』281号（2004年）
- 「官僚の政治的コントロールに関する数量分析の試み」『年報政治学』（2005年）